# Селлаэр, Винсент
Винсент Селлаэр (нидерл. Vincent Sellaer; 1490 — 1564) — фламандский художник эпохи Возрождения.

## Галерея
- Леда. 1530-е. Национальный музей, Варшава
- Сусанна и старцы. Частная коллекция
- Дева Мария и сын. Частная коллекция